# Maciço do Queyras
O Maciço do Queyras - Massif du Queyras em francês - é um maciço que faz parte dos Alpes Ocidentais na sua secção dos Alpes Cócios e se encontra repartido pelo Piemonte em Itália e pelo departamento francês de Provença-Alpes-Costa Azul. O ponto mais alto é o Pic de Rochebrune com 3.320 m.

## Situação
Composta por rocha metamórfica está rodeado pelo Maciço des Écrins a Oeste, pelo Maciço do Monte Cenis a Norte, e plos Alpes_Cócios a Leste.

## Imagem

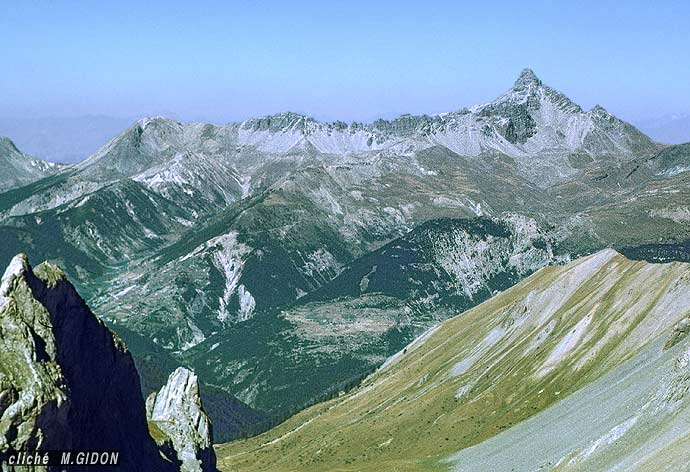
O Pico de Rochebrune
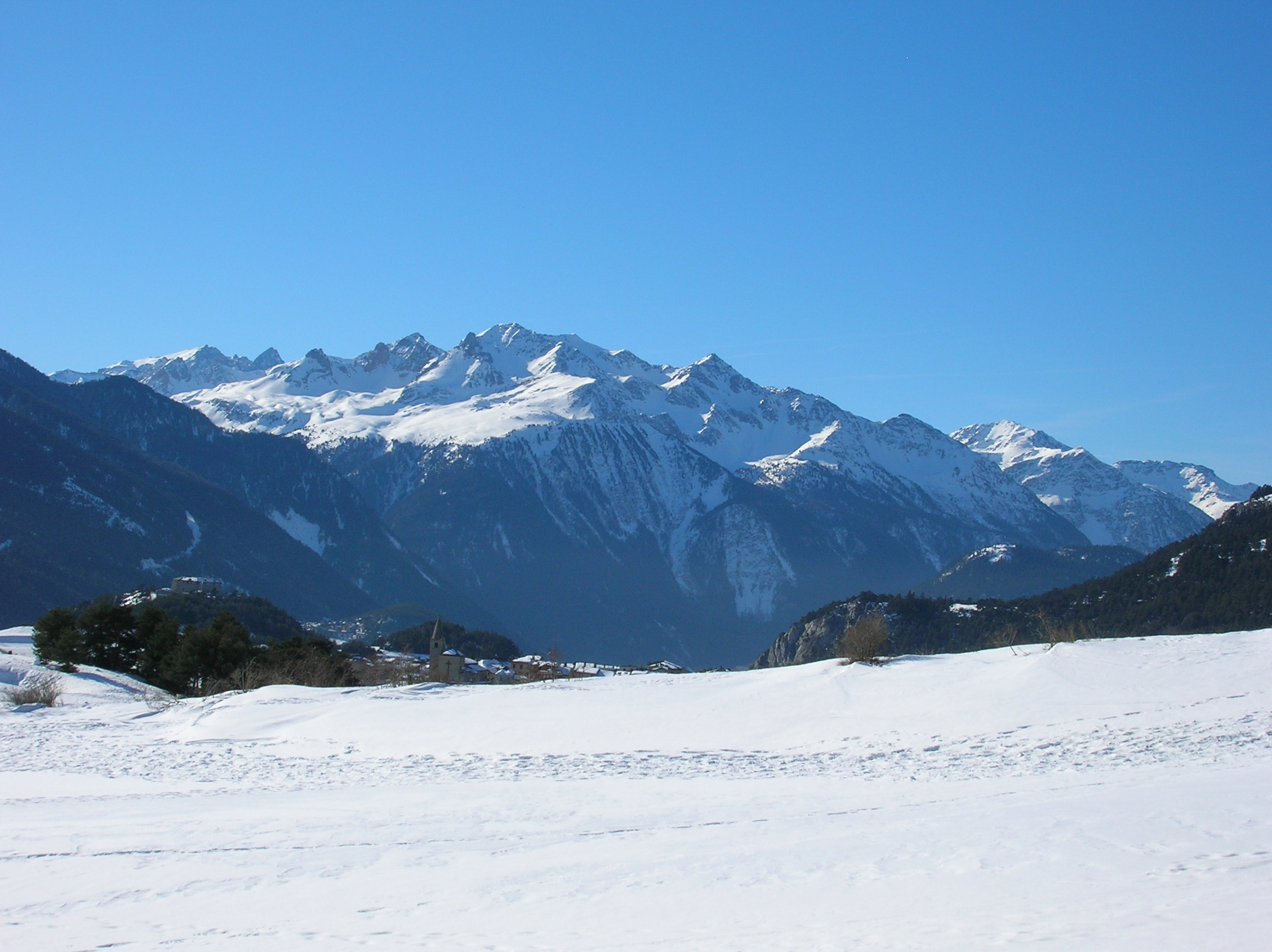
Vertente Norte (Maurienne) do Maciço des Cerces